# Leptolobium panamense
Leptolobium panamense là một loài thực vật có hoa trong họ Đậu. Loài này được (Benth.) Sch. Rodr. & A.M.G. Azevedo mô tả khoa học đầu tiên năm 2008.